# Český strakatý skot
Český strakatý skot, často též nazývaný: česká straka, červená straka nebo čestr, je tradiční české kombinované plemeno skotu. Je součástí celosvětové populace strakatých plemen shodného fylogenetického původu, odvozeného od strakatého skotu chovaného už ve středověku v okolí Bernu. V současnosti v České republice tvoří český strakatý skot asi polovinu veškeré populace skotu. Byl opakovaně zušlechťován především červeným holštýnským skotem a ayrshirským skotem a od devadesátých let 20. století byli přikřižováni býci příbuzných plemen, německého a rakouského strakatého skotu, montbeliarda a simentálského skotu. Zvířata pocházející z původních českých linií jsou od roku 2010 chráněna jako genetický zdroj.

## Historie plemene
Český strakatý skot patří do skupiny plemen horského strakatého skotu. Zemí původu pro plemena této skupiny je Švýcarsko. Zde vznikl původní bernsko-simentálský skot, červenostrakaté plemeno velkého tělesného rámce. Do Česka se toto plemeno dostalo ve druhé polovině 19. století, významným předělem byl dovoz plemenných býků na velkostatek v Napajedlech. Tito býci byli kříženi s domácími kravami, s českou červinkou, takto se švýcarský skot rozšířil nejprve na Hanou jako bernsko-hanácký skot a později ovlivnil příliv švýcarské krve populaci skotu i v ostatních oblastech českých zemí. Vznikla tak celá řada místních krajových rázů českého červenostrakatého skotu, které byly ve třicátých letech 20. století sloučeny do jediného plemene.
Po druhé světové válce prošlo plemeno typologickou přestavbou z trojstranné užitkovosti mléko–maso–tah na užitkovost dvoustrannou, maso-mléčnou. Plemenářskou práci v tomto období významným způsobem ovlivnilo zavedení umělé inseminace skotu. Rokem 1955 dochází k přijetí sjednoceného šlechtitelského programu a sloučení oblasti kontroly užitkovosti a inseminace. V roce 1967 dostalo plemeno současný název, český strakatý skot.
Vedle čistokrevné plemenitby se po roce 1950 začalo uplatňovat v rámci plemene zušlechťovací křížení s plemenem ayrshire, švédským černobílým skotem a dánskou červinkou, od sedmdesátých let byli používáni býci červeného holštýnského skotu. Záměrné křížení s těmito plemeny bylo později zastaveno a od devadesátých let 20. století se plemeno zušlechťuje býky příbuzných strakatých plemen.

## Příbuzná plemena
Bernsko-simentálský skot byl v minulosti ze Švýcarska ve značné míře vyvážen, především do sousedních zemí, ve kterých tak vznikla plemena, která svůj původ od simentálského skotu odvozují. V Německu se jedná o německý strakatý skot (deutsches Fleckvieh), ve Francii je to montbeliardský skot, abondanský skot a východofrancouzský strakatý skot („race Tacheté de l´Est“). V dalších zemích je to rakouský strakatý skot (österreichisches Fleckvieh), slovenský strakatý, maďarský strakatý (magyartarka) či strakatý skot v Itálii (Pezzata rossa), populace strakatého skotu existují též v Jugoslávii, Rumunsku a Bulharsku, v Rusku a na Ukrajině.

## Charakteristika

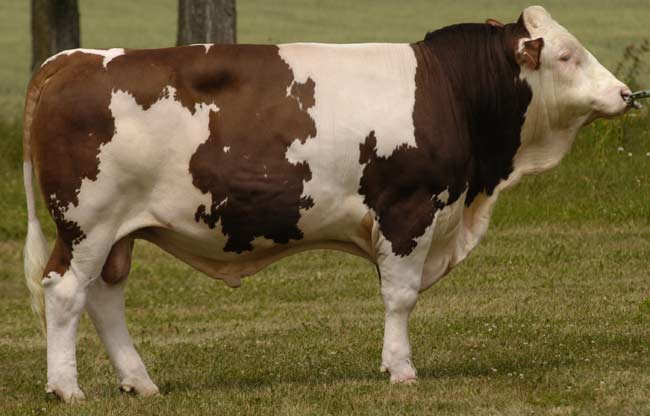
Býk plemene český strakatý skot

Český strakatý skot je skot středního až většího tělesného rámce, s přiměřeně silnou kostrou a dobrým osvalením. Znaky mléčnosti jsou zvýrazněné, krávy mají hluboký a prostorný hrudník, dobře utvářenou záď a prostorné vemeno polovejčitého tvaru. Plemeno je rohaté. Zbarvení srsti je červenostrakaté, hlava a spodní části končetin jsou převážně bílé, jinak převažují barevné plochy. Dospělí býci dosahují hmotnosti 1200–1300 kg, výška v kříži u dospělých krav je 140–144 cm, u býků 152–160 cm.
Mezi přednosti českého strakatého skotu patří dobrý zdravotní stav, zejména mléčné žlázy, dobrou plodností, snadnými porody, vitalitou telat, bezproblémovým odchovem i schopností k pastvě a vysokému příjmu a využití objemných krmiv. Plemeno je středně rané, s prvním otelením mezi 26–28 měsíci věku.
Je to plemeno s dvoustrannou užitkovostí s poměrem mléčné a masné produkce 60:40. Chovným cílem je mléčná užitkovost dospělých krav rovnající se 6000 až 7500 kg mléka za laktaci s obsahem bílkovin nad 3,5 %. Co se masné užitkovosti týče, v intenzivním výkrmu býků by měl průměrný denní přírůstek dosahovat minimálně 1300 g a jatečná výtěžnost by měla být vyšší než 58 %. Strakatý skot je použitelný i pro užitkové křížení s jinými dojnými plemeny i pro chov bez tržní produkce mléka.

## Užitkovost plemene
Dojnice českého strakatého skotu dosahují výsledků srovnatelných s populacemi kombinovaných plemen ve vyspělých chovatelských zemích. Za kontrolní rok 2010/11 bylo dosaženo průměrné užitkovosti na dojnici 6598 kg mléka, s obsahem tuku 4,00 %, obsahem bílkovin 3,48 %. Reprodukční výsledky charakterizuje průměrná délka mezidobí 396 dnů. Kvalitu plemene a úroveň užitkovosti potvrzuje zájem o plemenná zvířata českého strakatého skotu v zahraničí. V roce 2011 bylo exportováno téměř 4000 plemenných jalovic do řady evropských států.